# Dunham Jackson
Dunham Jackson   (Bridgewater, 24 de juliol de 1888 - Comtat de Hennepin, 6 de novembre de 1946) va ser un matemàtic estatunidenc.

## Vida i Obra
Jackson va fer els estudis secundaris a la seva vila natal i el 1904, amb només setze anys, va ingressar a la universitat Harvard per estudiar bàsicament matemàtiques, però també es va interessar per altres temes com les llengües clàssiques i modernes. Es va graduar el 1908 i l'any següent, en acabar el màster, va rebre una beca per estudiar a Europa. Va seguir els conselles del seu mestre a Harvard, Maxime Bôcher, va anar a la universitat de Göttingen on, a part de seguir les classes de David Hilbert i Felix Klein, es va osar sota la tutela d'Edmund Landau, qui li va dirigir la tesi doctoral sobre un problema d'aproximació polinomial.
Aquest temps a Europa, tot i que molt productiu, va ser molt difícil perquè va patir una polio moderadament severa que li va deixar una coixesa permanenti de la que no va informar la seva família que només se'n va assabentar quan va retornar al seu país.
Des del seu retorn el 1911 fins al 1919 va ser professor de la universitat Harvard, excepte un breu temps (entre 1918 i 1919) que va servir com capità a la unitat de balística de l'exèrcit dels Estats Units. El 1919 va ser nomenat professor titular a la universitat de Minnesota, lloc en el que va romandre fins a la seva mort el 1946. El 1940 va patir un serio atac de cor que li va anar deteriorant progressivament la salut; a partir de 1943 tenia que es tar temporades confinat a casa o ingressat a l'hospital. Tot i així, la seva activitat investigadora no va disminuir.
La seva activitat científica es va centrar fonamentalment en la teoria de l'aproximació ja des de la seva tesi doctoral. En aquest camp va publicar dos llibres importants: The Theory of Approximation (1930) i Fourier Series and Orthogonal Polynomials (1941), i més de setanta articles a revistes científiques. És recordat pel teorema o desigualtat de Jackson, que continua tenint aplicacions a diferents camps de les matemàtiques.